# Pilosella caespitosa
Espèce
Pilosella caespitosa, la Piloselle (ou Épervière) gazonnante, est une espèce de plante à fleurs de la famille des Astéracées et du genre Pilosella.

## Synonyme
- Hieracium caespitosum Dumort., 1827

## Description
C'est une plante herbacée stolonifère d'aspect général sombre. L'inflorescence est jaune. La tige est velue.

## Habitats
On la trouve de 0 à 600 mètres d'altitude dans des prairies et friches mésophiles.

## Répartition
C'est une espèce eurasiatique. En France, on la trouve dans le Nord-Est, l'Est et le Centre. 